# UCHI-SHIGOTO,SOTO-SHIGOTO!!
『UCHI-SHIGOTO,SOTO-SHIGOTO!!』（ウチシゴト、ソトシゴト!!）は、中川翔子の2枚目のミニアルバム。2013年1月9日にSony Music Recordsから発売された。

## 概要
CD+DVDの1形態で発売。
2012年にゲストボーカルとして参加した楽曲と未収録音源を収録。

## 収録曲
CD
1. Rolling star [3:07]
作詞・作曲：YUI、編曲：northa+
アルバム『SHE LOVES YOU』収録
2. 甘宿り feat.中川翔子 [3:47]
作詞・作曲・編曲：DECO*27
アルバム『ラブカレンダー』収録
3. RAINBOW -なみだのあとで- starring 中川翔子 [4:30]
作詞・作曲・編曲：RAM RIDER
アルバム『AUDIO GALAXY-RAM RIDER vs STARS!!!-』収録
4. ペガサス幻想 ver.Ω [3:49]
作詞：竜真知子、作曲：松澤浩明・山田信夫、編曲：平松建治 with 河野陽吾、Sound Produce：MAKE-UP
シングル「ペガサス幻想ver.Ω」収録
テレビ朝日系アニメ『聖闘士星矢Ω』オープニングテーマ
5. 一人のキミが生まれたとさ [3:00]
作詞・作曲：大倉智之、編曲：吉田圭介
テレビ東京系アニメ『ふるさと再生 日本の昔ばなし』オープニングテーマ
6. あるこう [4:12]
作詞：吉田圭介・大倉智之、作曲：吉田圭介、編曲：齋藤真也
テレビ東京系アニメ『ふるさと再生 日本の昔ばなし』エンディングテーマ
7. ペガサス幻想ver.ΩTV-EDIT [1:30]
8. 一人のキミが生まれたとさ TV-EDIT [1:34]
9. あるこう TV-EDIT [1:19]

DVD
1. 甘宿り feat.中川翔子 -Music Video-